# Aéroport de Yagoua
L’aéroport de Yagoua (code IATA : GXX • code OACI : FKKJ) dessert la région de l'Extrême-Nord, au Cameroun.